# Башки (река)
Башки  (Рашкий) (баш. Башҡы) — река в Татышлинском и Балтачевском районах Республики Башкортостан.

## География и гидрология
Истоки реки находится к северо-западу от аула Башкибаш, название которого и переводится на русский язык как — «исток реки Башки». Впадает в Быстрый Танып, в 177 км от его устья. Длина Башки составляет 25 км.
От истока к устью на реке расположены населённые пункты:
- Чургулды
- Башкибаш
- Тыканово
- Буляк
- Нижнекансиярово

## Данные водного реестра
По данным государственного водного реестра России относится к Камскому бассейновому округу, водохозяйственный участок реки — Белая от города Бирск и до устья, речной подбассейн реки — Белая. Речной бассейн реки — Кама.
Код объекта в государственном водном реестре — 10010201612111100025971.